# David Hewlett
David Hewlett (* 18. dubna 1968 Redhill, Surrey, Velká Británie) je kanadský herec a počítačový specialista.
Narodil se ve Velké Británii, ale vyrůstal v Kanadě. Pravidelně se objevuje v seriálech Traders a Kung Fu: Legenda pokračuje, hrál váhavého hrdinu Wortha ve filmu Kostka. Rozhodoval se mezi kariérou počítačového experta a herce, nakonec zvítězilo herectví. Už na chlapecké škole Svatého Jiřího se objevil v krátkých filmech spolužáka Vincenza Nataliho, budoucího režiséra filmu Cube.
Po skončení školy se objevoval v hororech Darkside, Pin a dalších. Hostoval také v seriálech My Secret Identiti a Pátek 13. Později hrál ve filmu Where the Hearth Is režiséra Johna Boormanase spolu s hvězdnými herci Umou Thurman a Crispin Glover. Jeho nejznámější role je v kanadském seriálu Traders, kde hraje Granta Janskyho. 2004-2008 hrál nervozního astrofyzika Rodneyho McKaye v seriálu Stargate Atlantis. V roce 2007 hrál ve filmu A Dog's Breakfast. Získal dvakrát nominaci na cenu Gemini. V roce 1997 získal cenu Golden Sheaf pro nejlepšího herce za roli neurotického hlídače v Natalii. V roce 2001 se přestěhoval se svojí dnes již bývalou ženou Soo Garay do Los Angeles.